# Miss President
Pour plus de détails, voir Fiche technique et Distribution.
Miss President (Elnökkisasszony) est un film hongrois réalisé par Andrew Marton, sorti en 1935.

## Synopsis
Zsuzsa hérite de l'usine textile de son père à Budapest, et en prend la direction. Elle doit surmonter le scepticisme quant à sa capacité à diriger l'entreprise, et repousser les avances indésirables du contremaître de l'usine. Pour y parvenir, elle se crée un fiancé fictif, mais un nouvel ingénieur arrive, qui ressemble fortement à sa création.

## Fiche technique
- Réalisation : Andrew Marton
- Scénario : István Békeffy, Miklós Vitéz
- Producteur : 	Miklósné Vitéz
- Photographie : Heinrich Balasch
- Musique : Alfréd Márkus
- Décors :  Márton Vincze
- Production : Hunnia Filmstúdió, Reflektor Film
- Durée : 98 minutes
- Date de sortie : 25 novembre 1935

## Distribution
- Lili Muráti :	Várkonyi Zsuzsa
- Pál Jávor : Török István
- Ella Gombaszögi :	Berta
- Gyula Kabos :	Vas Ödön
- Jenö Törzs : Kollár
- Márta Nádai :	Kató
- Sándor Pethes :	Gáldy Péter
- Gusztáv Pártos :	Mr. White
- Andor Sárossy : 	Gonda Károly
- Kálmán Zátony : 	Bamberger Ferenc
- Géza Rónai : Titkár
- Elemér Baló :	Pincér
- József Lengyel : Kaszinójátékos
- Tibor Puskás : ifj. Török István
- Miklós Sebõ : Énekes